# Arctosa cinerea
Arctosa cinerea es una especie de araña araneomorfa del género Arctosa, familia Lycosidae. Fue descrita científicamente por Fabricius en 1777.
Habita en Europa, África del Norte, Congo, Cáucaso, Rusia (Europa al Lejano Oriente), Oriente Medio, Kazajistán, China, Corea y Japón. La araña alcanza una longitud de 17 mm (los machos solo 14 mm) y se encuentra solo en playas arenosas de ríos, lagos y océanos. Su color marrón grisáceo lo convierte en un buen camuflaje, por lo que no se lo ve a menudo, incluso si deambula durante el día. Cavan agujeros en el suelo, que cubren con seda o se esconden debajo de las rocas.